# Nem-szteroid gyulladáscsökkentő gyógyszerek

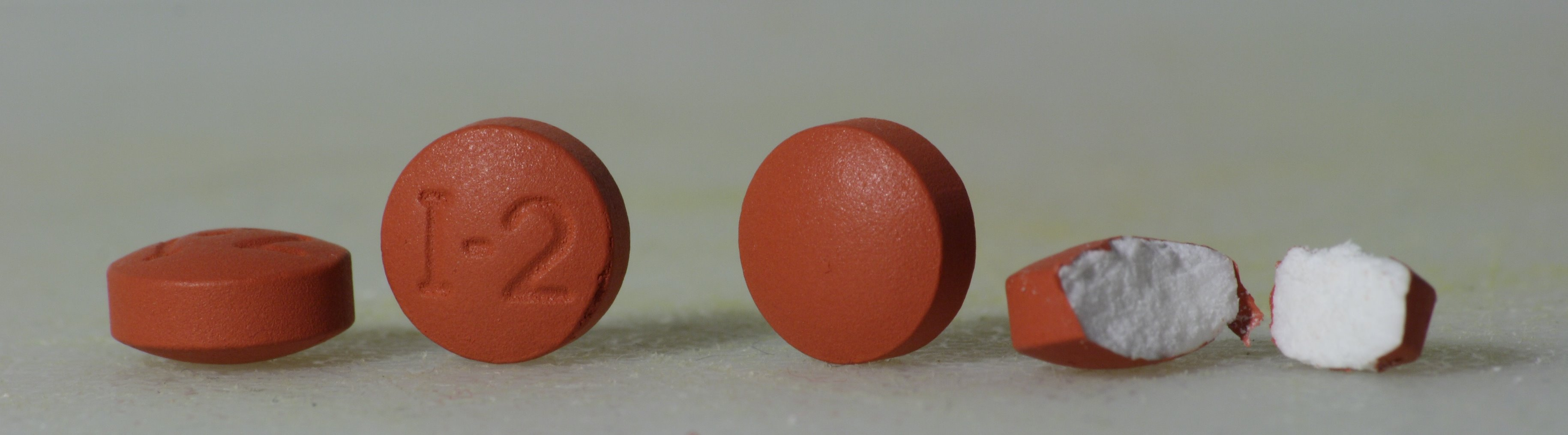
Ibuprofén - egy ismert NSAID gyógyszer - tablettái.

A nem szteroid gyulladáscsökkentők, rövidítve NSAID (non-steroidal anti-inflammatory drug) olyan gyulladáscsökkentő szerek, amelyek kémiailag nem szteránvázasak, és hatásukat nem a szteroid hormonok (glükokortikoidok) receptorain fejtik ki. Gyulladáscsökkentő hatásuk mellett általában lázcsökkentő (antipyreticus) hatással is rendelkeznek.
A lázcsökkentő hatásukat a központi idegrendszer hőközpontjának bénításával fejtik ki, melynek hatására csak a kórosan magas testhőmérséklet csökken – a normál nem.
Ezen anyagok hatásmechanizmusát alapvetően meghatározza a COX-1 és COX-2 ciklooxigenáz enzimekkel való kölcsönhatásuk. A COX-1 enzimnek hatása van a sejtfunkciókra, a COX-2 közvetítőként működik a gyulladás és a fájdalomérzet továbbításában. Emellett mindkét enzim - más szerepük mellett - prosztaglandinokat termel, ami a prosztanoidok egyik fajtája és a gyulladásos folyamatok egyik fő okozója. A nem-szteroid gyulladáscsökkentők hatékonysága az említett két fontos enzim bénításában mutatkozik meg.
A COX-1 és COX-2 izoenzim nem teljesen azonos funkcióval és elhelyezkedéssel bír az emberi szervezeten belül, valamint gátlásuk következményei sem teljesen egyformák. A szelektív COX-2 enzim gátlás előtérbe kerülése jelentősen megkönnyítette a nemkívánatos vesebántalmak, vérzési problémák, továbbá gasztrointesztinális (gyomor és bélnyálkahártya-fekély) bántalmak visszaszorítását. (Jelen pillanatban azonban nem teljesen tisztázott a COX-2 gátló szerek esetleges mellékhatása, tartós szedésükről még nem áll rendelkezésre elegendő klinikai adat) Az első COX-2 gátló NSAID hatóanyag megjelenése a 2000-es évek előttre tehető és még mindig használatban van (Celebrex).

## Fontosabb NSAID gyógyszerek

### Szalicilsav származékok

Az acetil-szalicilsav molekulája

- Acetil-szalicilsav (Aszpirin) az egyik legrégebben ismert gyulladáscsökkentő szer, lázcsillapító hatással is rendelkezik. A neve az acetil, illetve a pireasav összetételéből eredeztethető. Jelentősége az ókori időkig vezethető vissza, ugyanis szülési fájdalmak kezelésére, Hippokratész tanácsára, már az i.e. 400 körüli években alkalmazták. Az első szabadalmat Aszpirinre 1899-ben vezették be, Berlinben. Fontosságát jelenlegi kiterjedt alkalmazása is alátámasztja, újabb (trombocita-aggregáció gátlás) indikációkban. Az angolszász országokban „A gyógyszer” elnevezéssel is illetik. Kémiailag az acetil-szalicilsavat a szalicilsav acilezésével állítják elő.

### Propionsav származékok
- Naproxén ízületi megbetegedésekre (ízületi kopás, ízületi gyulladás) jelent megoldást.
- Ibuprofén és származékai (flubiprofen, ketoprofén) (Arilpropionsav származékok) viszonylag újkeletű gyógyszerek, angolszász országokban kiterjedten alkalmazzák őket, első bevezetésére az USA-ban, 1984-ben került sor. Magyarországon a '90-es években váltak ismertté. Fájdalomcsillapító, lázcsökkentő és gyulladásgátló hatással rendelkeznek.

### Ecetsav származékok
- indometacin, diklofenák CH3

### Pirazolonszármazékok
- Phenylbutazon igen erős gyulladásgátló hatással rendelkezik. Hematológiai szempontból azonban (csontvelőkárosodás lehetősége) használatát korlátozták, perorálisan ritkán alkalmazzák. Lovakban nagymértékű phenylbutazon termelődés figyelhető meg.
- Aminofenazon és származéka az Algopyrin, fenazon, noraminofenazon [Noraminophenazon= Noraminophenazonum natrium mesylicum; metamisol; metamisol natrium] Ezek a vegyületek erőteljes hőcsökkentő és fájdalomcsillapító hatásúak, valamint rendelkeznek gyulladásgátló hatással is.
  - Noraminophenazonum – Magyarországon igen elterjedt, Az OGYÉI jóváhagyó határozata 2020. február 14-én lépett életbe, ennek értelmében a jelenleg nagykereskedelmi és gyógyszertári forgalomban, illetve készleten lévő termékek már vény nélkül adhatók ki. Széles körben ismert és alkalmazott szer. Az északi országokban, valamint angolszász területeken a '70-es évek óta nincs forgalomban agranulocitózist okozó mellékhatása miatt – a magyar népességben ezen mellékhatás azonban igen ritkán jelentkezik, genetikai okok miatt.

### Anilin származékok
A kémiai névből eredően para-aminofenolszármazékoknak is nevezik őket.
- Acetanilid és phenacetin Az acetanilidet és phenacetint elsőként 1886-ban, illetve 1887-ben vezették be. A tapasztalatok meglehetős mellékhatásokat mutattak az alkalmazásuk során, ennélfogva nagy dózisban való használatukat mérsékelték. Fontos, hogy élő szervezetben a hatóanyagok kombinációja paracetamolt eredményez.
- Paracetamol (para acetaminofenol) Főként lázcsökkentő és fájdalomcsillapító hatással rendelkezik; gyulladáscsökkentő hatása nem jelentős, így manapság már nem sorolják az NSAID-ok közé. Mellékhatásai ritkák – főként májbetegségek esetén jelentkeznek. Széles körű alkalmazása miatt helye megkérdőjelezhetetlen a mai gyógyításban. Hirtelen nagyobb mennyiségben való bevétele viszont kerülendő, mivel nagyrészt a májban bomlik le és a megemelkedett igénybevétel miatt halálos kimenetelű májkárosodás is felléphet.

### Antranilsav származékok
- Glafenin, flufenaminsav, fenamát, mefenaminsav, nifluminsav Elsősorban akut gyulladásos betegségek enyhítésére, kezelésére alkalmazzák. Néhány esetben mefanaminsav használatakor is májproblémák jelentkezhetnek. Reumás artritisz, oszteoartritisz, esetén használatosak.